# Class of 3000
Class of 3000 é uma série de desenho animado estadunidense produzida pelo Cartoon Network e criada por André 3000 e Thomas W. Lynch.
A série começou a ser produzida em 2006 e terminou em 2008 com apenas duas temporadas produzidas e um especial de natal.
Por motivos desconhecidos esta série foi uma das poucas produções originais da Cartoon Network das quais ainda não foram transmitidas e não foram dubladas no Brasil como Out of Jimmy's Head.

## Sinopse
O desenho conta a história de um grupo musical de crianças que pretendem ser extremamente talentosos. Eles são ensinados a tocar música por Sunny Bridges, um músico que depois de muitos anos de carreira voltou para sua cidade natal e se tornou um professor de música em uma escola. Agora ele ensina as crianças tudo que ele sabe sobre ter um talento musical.

## Lista de episódios

### 1ª Temporada (2006-2007)
- 1. Home - Part 1
- 2. Home - Part 2
- 3. Peanuts! Get Yer Peanuts!
- 4. The Devil and Li'l D
- 5. Funky Monkey"
- 6. The Hunt for Red Blobtober
- 7. Eddie's Money
- 8. Brotha from the Third Rock
- 9. Westley Side Story
- 10. Love Is in the Hair...Net
- 11. Am I Blue?
- 12. Prank Yankers
- 13. Mini Mentors

### 2ª Temporada (2007-2008)
- 14. Too Cool for School
- 15. Nothin To it But to Do it
- 16. Free Philly
- 17. Tamika and the Beast
- 18. Safety Last
- 19. Study Buddies
- 20. The Cure
- 21. Big Robot on Campus
- 22. Take a Hike!
- 23. You Ain't Seen Nothing Yeti!
- 24. Vote Sunny
- 25. Kam Inc.
- 26. Two to Tango

### Especiais
- The Class of 3000 Christmas Special